# 수성웹툰
수성웹툰(Soosung Webtoon co.,Ltd.)은 대한민국의 기업이다. 본사는 인천광역시 서구 뱃길1로 42에 위치해 있다. 수성웹툰 주식회사는 디지털 콘텐츠 전문 기업으로, 웹툰 제작 및 글로벌 플랫폼 운영을 주력 사업으로 영위하고 있다. 대표 플랫폼인 '투믹스'(Toomics)는 영어, 중국어, 일본어 등 11개 언어로 서비스를 제공하며, 글로벌 누적 회원 수는 약 6,000만 명에 달한다. 투믹스는 약 월 7달러의 정액제 구독 모델을 기반으로 하여 전체 매출의 약 87%를 차지하고 있으며, 이 중 80% 이상이 해외에서 발생하고 있어 안정적인 수익 구조를 확보하고 있다. 또한, 수성웹툰은 기존의 물류장비 및 반도체 부품 사업도 병행하고 있다.

## 역사
1973년 수성공작소로 설립되었으며 1977년에는 수성산업운반기계로, 1991년에는 주식회사 수성으로, 2021년과 2022년에도 상호를 수성이노베이션과 이브이수성으로 2022년 12월에 주식회사 수성샐바시온으로 그리고 2024년 마지막으로 웹툰업체가 인수하며 최근 상호로 변경하였다.

## 참고 문헌
1. ↑  노은미, 한국IR협의회 기업리서치센터 기술분석보고서-수성샐바시온, 2023.12.07.
2. ↑  우량 웹툰 업체가 인수했는데… 주가 부진한 수성샐바시온, 조선비즈, 2023.08.09
3. ↑  물류기기회사 수성샐바시온…'수성웹툰'으로 새도약, 디지털투데이, 2024.02.19